# Mobile Legends: Bang Bang
Mobile Legends: Bang Bang (chinois : 无尽对决 ; pinyin : wújìn duìjié) est un jeu vidéo d'arène de combat en ligne multijoueur (MOBA), développé et édité par Moonton, sorti en 2016 sur Android et iOS.
Le jeu est devenu populaire en Asie du Sud-Est et a fait partie des jeux choisis pour la première compétition d'épreuve des médailles esport des Jeux d'Asie du Sud-Est 2019 aux Philippines.

## Système de jeu
Mobile Legends : Bang Bang est un jeu d'arène de bataille en ligne multijoueur (MOBA) conçu pour les téléphones mobiles. Les deux équipes adverses se battent pour atteindre et détruire la base de l'ennemi tout en défendant leur propre base pour le contrôle d'un chemin, les trois "couloirs" appelés "haut", "milieu" et "bas", qui relie les bases. Les personnages plus faibles contrôlés par l'ordinateur, appelés "minions", frayent dans les bases des équipes et suivent les trois couloirs jusqu'à la base de l'équipe opposée, en combattant les ennemis et les tourelles.
De plus, Mobile Legends : Bang Bang possède de nombreux modes de jeu, dont certains ont des mécanismes de jeu différents comme le mode Mayhem où tous les héros sont surpuissants et le mode Miroir avec l'affrontement de cinq héros contre cinq identiques.

### Rôles
Dans chaque équipe, il y a cinq joueurs qui contrôlent chacun un personnage, appelé "héros", à l'aide de commandes analogiques/joystick. Les héros sont regroupés en six rôles différents, Archer, Assassin, Mage, Support, Combattant et Tank :
- Le Tank est un bouclier pour l'équipe grâce à des points de défense et de santé élevés.

- Le Support soutient les autres héros en fonction de ses capacités spéciales, notamment en augmentant les points de vie pour lui-même ou un autre héros de son équipe, ou en générant un bouclier et d'autres formes de protection.
- L'Assassin est un atout lors des combats rapprochés, il possède des points de vie faibles mais des dégâts importants. Ses compétences dépendent souvent de l'embuscade et de la vitesse de l'ennemi, car il peut rapidement tuer un héros ennemi puis s'éloigner.
- La Combattant est efficient en combat rapproché, il est équilibré tant en termes de dégâts que de santé.
- L'archer attaque à distance, il possède des dégâts très élevés, en particulier dans le dernier match, mais ses points de santé et de mouvements sont faibles et dépendent souvent de la protection du reste de l'équipe.
- Le Mage a des compétences spéciales telles que le ralentissement et l'immobilisation, généralement sous la forme d'un effet superficiel et a souvent la capacité de se déplacer en douceur pour poursuivre ou échapper à l'ennemi.

## Développement
En juillet 2018, Tencent (qui a également développé des jeux similaires comme Arena of Valor), au nom de Riot Games, gagne un procès devant le tribunal populaire intermédiaire no 1 de Shanghai contre le président-directeur général de Moonton, Watson Xu Zhenhua (car il avait précédemment travaillé chez Tencent en tant qu'employé principal), pour avoir violé une loi concernant les accords de non-concurrence ainsi que le plagiat de League of Legends par Mobile Legends, et a obtenu un règlement de 2,9 millions de dollars[réf. nécessaire].